# 반탠군
반탠군은 차이야품주의 행정 구역이다. 이 지역의 총 인구 수는 2000년 기준으로 43992명이다. 인구 밀도는 142.5km2이다.

## 행정 구역
| 1. | Ban Thaen | บ้านแท่น |  |
| 2. | Sam Suan  | สามสวน |  |
| 3. | Sa Phang  | สระพัง  |  |
| 4. | Ban Tao   | บ้านเต่า |  |
| 5. | Nong Khu  | หนองคู  |  |